# Malá Skála
Malá Skála – gmina w Czechach, w powiecie Jablonec nad Nysą, w kraju libereckim.
1 stycznia 2017 gminę zamieszkiwało 1170 osób, a ich średni wiek 43,1 roku.
W miejscowości jest stacja kolejowa Malá Skála.

## Przypisy

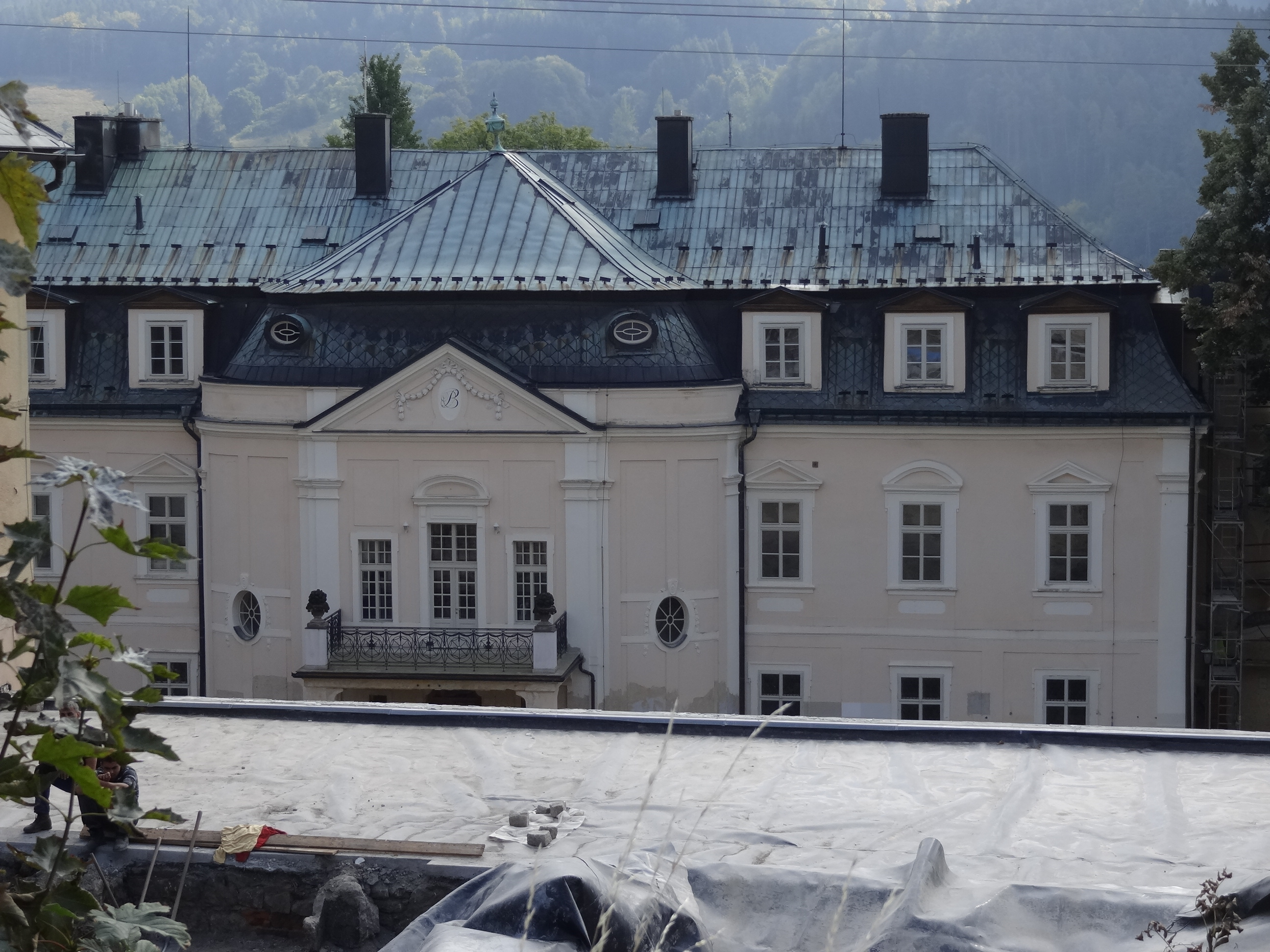
Zamek Malá Skála

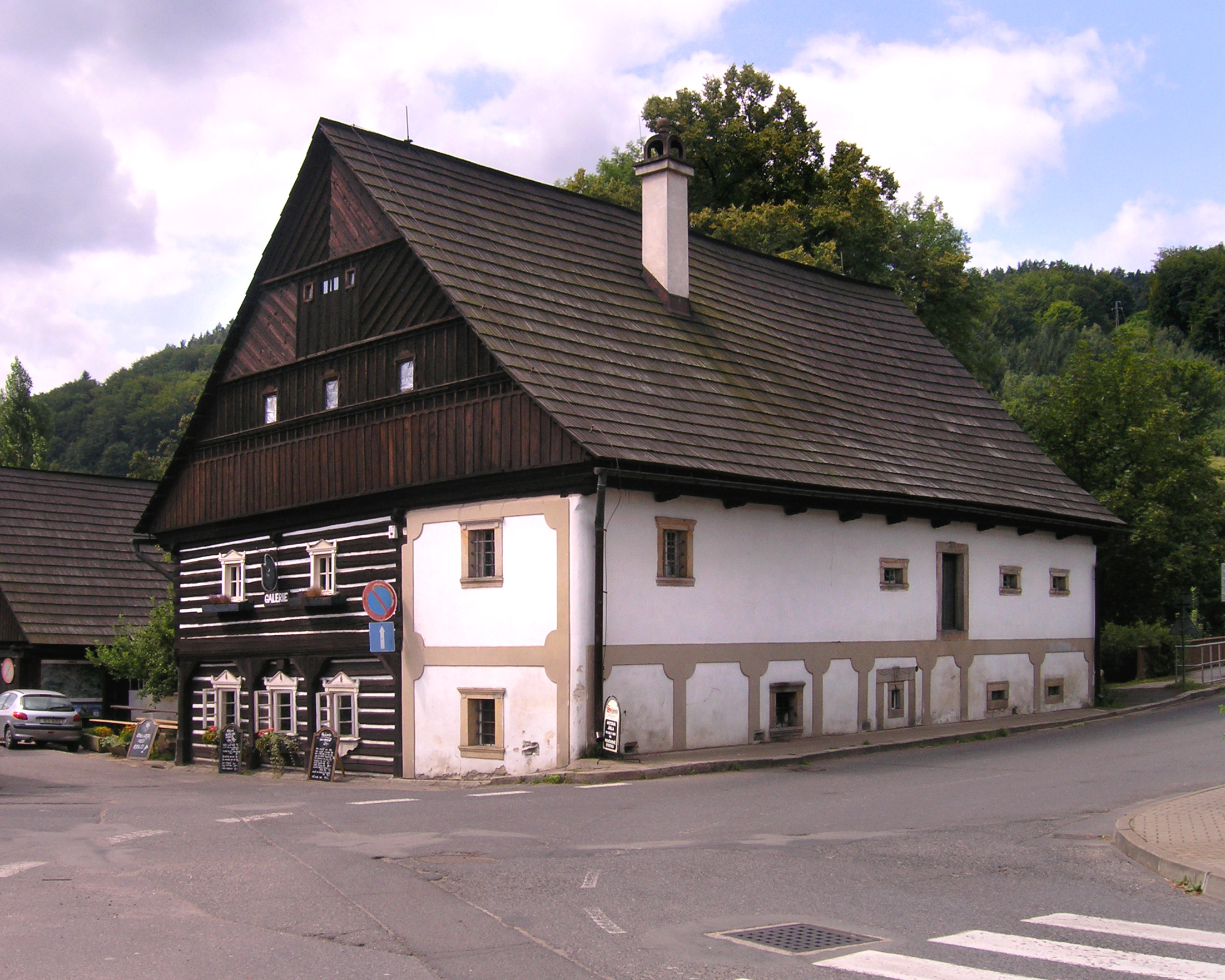
Dom statek

## Zabytki
- Zamek Vranov nad Izerą
- Zamek Malá Skála(inne języki)